# Gonioplectrus hispanus
Gonioplectrus hispanus – gatunek ryby z rodziny strzępielowatych, jedyny przedstawiciel rodzaju Gonioplectrus Gill, 1862.

## Występowanie
Zachodnia część Oceanu Atlantyckiego na głębokościach 35–365 m p.p.m.
Dorasta do 30 cm długości.